# Saint-Cyprien (Corrèze)
 Saint-Cyprien  (en occitano Sent Cibran) es una comuna y población de Francia, en la región de Lemosín, departamento de Corrèze, en el distrito de Brive-la-Gaillarde y cantón de Ayen.
Su población en el censo de 2008 era de 331 habitantes.
Está integrada en la Communauté de communes du Bassin d'Objat.

## Demografía
| 162 | 201 | 197 | 190 | 242 | 248 | 331 |
| Para los censos de 1962 a 1999 la población legal corresponde a la población sin duplicidades (Fuente: INSEE [Consultar]) |     |     |     |     |     |     |